# Studentisierung
Unter Studentisierung oder Studentisieren (nach dem Pseudonym „Student“ des Statistikers William Sealy Gosset) versteht man in der mathematischen Statistik eine Transformation der Realisierungen einer Zufallsvariablen, so dass die resultierenden Werte das arithmetische Mittel Null und die empirische Varianz Eins besitzen. Da die empirische Standardabweichung der Wurzel der Stichprobenvarianz entspricht, ist sie auch gleich Eins.
Studentisieren ist z. B. notwendig, um unterschiedlich verteilte Zufallsvariablen miteinander vergleichen zu können.
Sind {\displaystyle x_{i}} die {\displaystyle n} Realisierungen einer Zufallsvariable mit arithmetischem Mittel {\displaystyle {\overline {x}}}, so erhält man die zugehörigen studentisierten Werte {\displaystyle z_{i}}, indem man das arithmetische Mittel subtrahiert und durch die Stichprobenstandardabweichung teilt:
{\displaystyle z_{i}={\frac {x_{i}-{\overline {x}}}{\sqrt {{\frac {1}{n}}\sum \limits _{k}\left(x_{k}-{\overline {x}}\right)^{2}}}}}
Für die so erhaltenen Werte gilt:
- arithmetisches Mittel: {\displaystyle {\overline {z}}={\frac {1}{n}}\sum _{i}{z_{i}}=0}
- Stichprobenvarianz: {\displaystyle {\frac {1}{n}}\sum \limits _{i}\left(z_{i}-{\overline {z}}\right)^{2}=1}.

In vielen Statistikprogrammen wie SPSS und Statistica ist die Möglichkeit des Studentisierens der Messergebnisse bereits eingebaut. Oft wird hierbei fälschlicherweise der Begriff des Standardisierens verwendet, bei der eigentlich eine Zufallsvariable selbst – und nicht deren Realisierungen – auf Erwartungswert Null und Varianz Eins transformiert wird. Meistens wird von Standardisieren gesprochen, auch wenn in statistischen Auswertungen eigentlich Studentisieren gemeint ist.

## Beispiel
| Nummer (i) | Originalwert ({\displaystyle x_{i}}) | Studentisierter Wert ({\displaystyle z_{i}}) |
| ---------- | ------------------------------------ | -------------------------------------------- |
| 1          | 3                                    | 0,5                                          |
| 2          | −1                                   | −0,5                                         |
| 3          | 2                                    | 0,25                                         |
| 4          | 4                                    | 0,75                                         |
| 5          | −7                                   | −2                                           |
| 6          | 7                                    | 1,5                                          |
| 7          | 2                                    | 0,25                                         |
| 8          | 5                                    | 1                                            |
| 9          | −2                                   | −0,75                                        |
| 10         | −3                                   | −1                                           |

Die nebenstehende Tabelle enthält 10 Realisierungen einer Zufallsvariablen. Dabei sind einmal die Originalwerte {\displaystyle x_{i}} und die zugehörigen studentisierten Werte {\displaystyle z_{i}} angegeben.
Für die Originalwerte gilt:
- Arithmetisches Mittel: {\displaystyle {\overline {x}}:={\frac {1}{n}}\sum _{i}{x_{i}}=1}
- Stichprobenvarianz: {\displaystyle {\frac {1}{n}}\sum \limits _{i}\left(x_{i}-{\overline {x}}\right)^{2}=16}

Folglich errechnen sich die zugehörigen studentisierten Werte wie folgt:
{\displaystyle z_{i}={\frac {x_{i}-1}{\sqrt {16}}}={\frac {x_{i}-1}{4}}}
Für diese so erhaltenen Werte {\displaystyle z_{i}} gilt dann tatsächlich:
- Arithmetisches Mittel: {\displaystyle {\overline {z}}:={\frac {1}{n}}\sum _{i}{z_{i}}=0}
- Stichprobenvarianz: {\displaystyle {\frac {1}{n}}\sum \limits _{i}\left(z_{i}-{\overline {z}}\right)^{2}=1}

Mit den studentisierten Werten kann man nun sehr leicht beurteilen, ob ein zugehöriger Originalwert auffällig weit weg vom Mittelwert aller Daten ist. So erkennt man, dass der Wert Nummer 5 sehr niedrig ist, da der zugehörige studentisierte Wert {\displaystyle -2} beträgt. Dies sagt aus, dass der Originalwert von {\displaystyle -7} zwei Stichprobenstandardabweichungen kleiner ist als der Mittelwert.